# K. A. Waaranen
Konrad Alexis Waaranen, vars släktnamn var Hougberg tills han förfinskade det år 1906 eller 1907, född den 4 november 1849 i Joutseno, död den 22 december 1923 i Sordavala, var en finsk  seminarielektor och författare.
Hougbergs föräldrar var filosofie doktorn, kyrkoherden och kontraktsprosten Gabriel Wilhelm Hougberg (född 1797 i Lappträsk, i östra Nyland, död 1869 i Lappvesi i Kymmenedalen, där han var kyrkoherde) och Gustava Margareta Kjemmer (född 1814 i Gamlakarleby, Österbotten, död ?). 
Konrad Alexis tog studenten vid Viipurin alkeisopisto 1869 och tog sin filosofie magister examen vid Helsingfors universitet 1873. Han specialiserade sig i teologi 1877.
Hougberg var lektor i religion vid Kymölä Folkskollärseminarium i Sordavala 1880–1909. 
Hougberg gifte sig 1875 med Ida Kristina Tavast.